# El día que me quieras

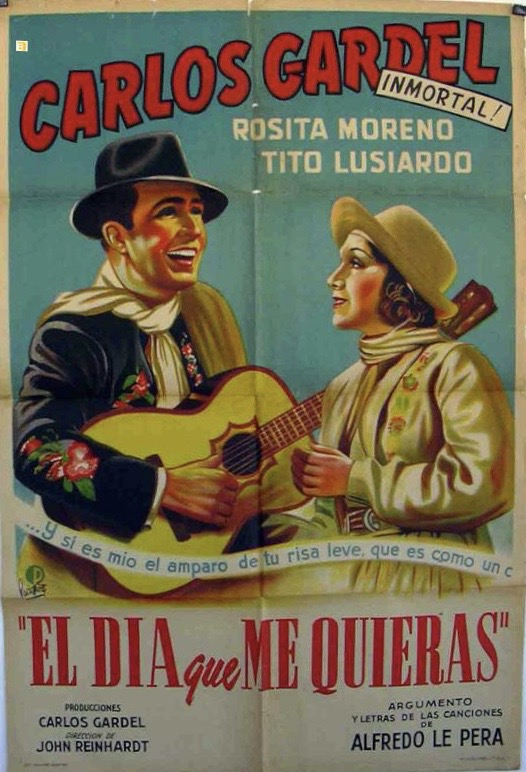
Affiche du film du même titre.

El día que me quieras (français : Le jour où tu m'aimeras) est un tango avec une musique de Carlos Gardel et des paroles d'Alfredo Le Pera. À l'origine, il figurait dans le film du même nom de 1935, chanté par Gardel lui-même. Il est devenu un standard de tango très enregistré, même par des artistes extérieurs au domaine du tango. Il a ensuite été repris par divers artistes tels que Luis Miguel, Julio Iglesias, Michael Bolton ou Roberto Carlos. La chanson a été intronisée au Latin Grammy Hall of Fame (en) en 2001 puis a reçu en 2013 le Grammy Hall of Fame Award. El día que me quieras a été honorée aux prix La Musa 2014 en tant que La Canción de Todos los Tiempos (français : La chanson de tous les temps). Il faisait partie des standards de tango sélectionnés par Plácido Domingo pour son album Plácido Domingo Sings Tangos, sorti en 1981. En plus de Domingo, la chanson a été reprise par des ténors de l'opéra dont José Carreras, Juan Diego Florez, Christian Ketter et Alfredo Kraus.

## Version de Luis Miguel
Le chanteur mexicain Luis Miguel a enregistré une reprise de la chanson, son album Segundo Romance, qui a remporté un Grammy Award, en 1994. Ce single a atteint la première place du palmarès Billboard Hot Latin Songs en 1994, l'une des deux chansons, avec La Media Vuelta, de l'album à le faire,.
| Hitparade (1994)             | Meilleure position |
| ---------------------------- | ------------------ |
| US Billboard Hot Latin Songs | 1                  |
| US Billboard Latin Pop Songs | 1                  |

## Version de Gloria Estefan
Gloria Estefan a écrit et enregistré la toute première traduction anglaise de la chanson, The Day You Say You Love Me pour son album The Standards (en) de 2013. « C'était la chanson du mariage sur laquelle Emilio et moi avons dansé ! » raconte-t-elle. « Je voulais l'enregistrer. Elle n'a jamais été faite en anglais, et je voulais qu'elle soit aussi proche que possible de la version de l'auteur et j'étais tellement inspirée. Avant que nous commencions à enregistrer, j'ai écrit la traduction. C'est toujours bien quand on peut écrire un standard ! » Certaines éditions de l'album d'Estefan comprennent également une pochette avec les paroles originales en espagnol,,.